# Rejon manhuszski
Rejon manhuszski – jednostka administracyjna w składzie obwodu donieckiego Ukrainy.
Powstał w 1923. Ma powierzchnię 792 km² i liczy około 36 tysięcy mieszkańców. Siedzibą władz rejonu jest Manhusz.
W skład rejonu wchodzą 2 osiedlowe rady oraz 6 rad wiejskich, obejmujących 16 wsi i 8 osad.